# Konrad Bukowiecki
Konrad Bukowiecki (* 17. března 1997, Szczytno) je polský atlet, jehož specializací je vrh koulí.

## Sportovní kariéra
V roce 2014 se stal juniorským mistrem světa ve vrhu koulí. O rok později se v této disciplíně stal juniorským mistrem Evropy. Největším úspěchem je pro něj zatím titul halového mistra Evropy ve vrhu koulí z Bělehradu v roce 2017. V této sezóně startoval také na světovém šampionátu v Londýně, v soutěži koulařů obsadil osmé místo.
Při své premiéře na evropském šampionátu v roce 2018 obsadil v soutěži koulařů druhé místo, jen 6 cm za krajanem Michałem Haratykem.

## Osobní rekordy
- hala – 21,97 m – 2017
- venku – 21,59 m – 2017